# Päätye-Sepänniemi
Päätye-Sepänniemi este o arie protejată (arie specială de conservare — SAC, sit de importanță comunitară — SCI) din Finlanda întinsă pe o suprafață de 12 ha, integral pe uscat.

## Localizare
Centrul sitului Päätye-Sepänniemi este situat la coordonatele 62°06′34″N 30°08′02″E / 62.1094°N 30.1339°E.

## Înființare
Situl Päätye-Sepänniemi a fost declarat sit de importanță comunitară în iunie 2005 pentru a proteja 1 specie de animale. Situl a fost protejat și ca arie specială de conservare în aprilie 2015.

## Biodiversitate
Situată în ecoregiunea boreală, aria protejată nu include niciun habitat protejat.
La baza desemnării sitului se află o specie protejată de  nevertebrate: Graphoderus bilineatus.